# Jerzy Strzałka
Jerzy Józef Strzałka (Motycz, 28 marzo 1933 – Varsavia, 13 ottobre 1976) è stato uno schermidore polacco, vincitore di una medaglia d'oro ai campionato mondiale di scherma 1963.